# Гегненберг, Георг фон

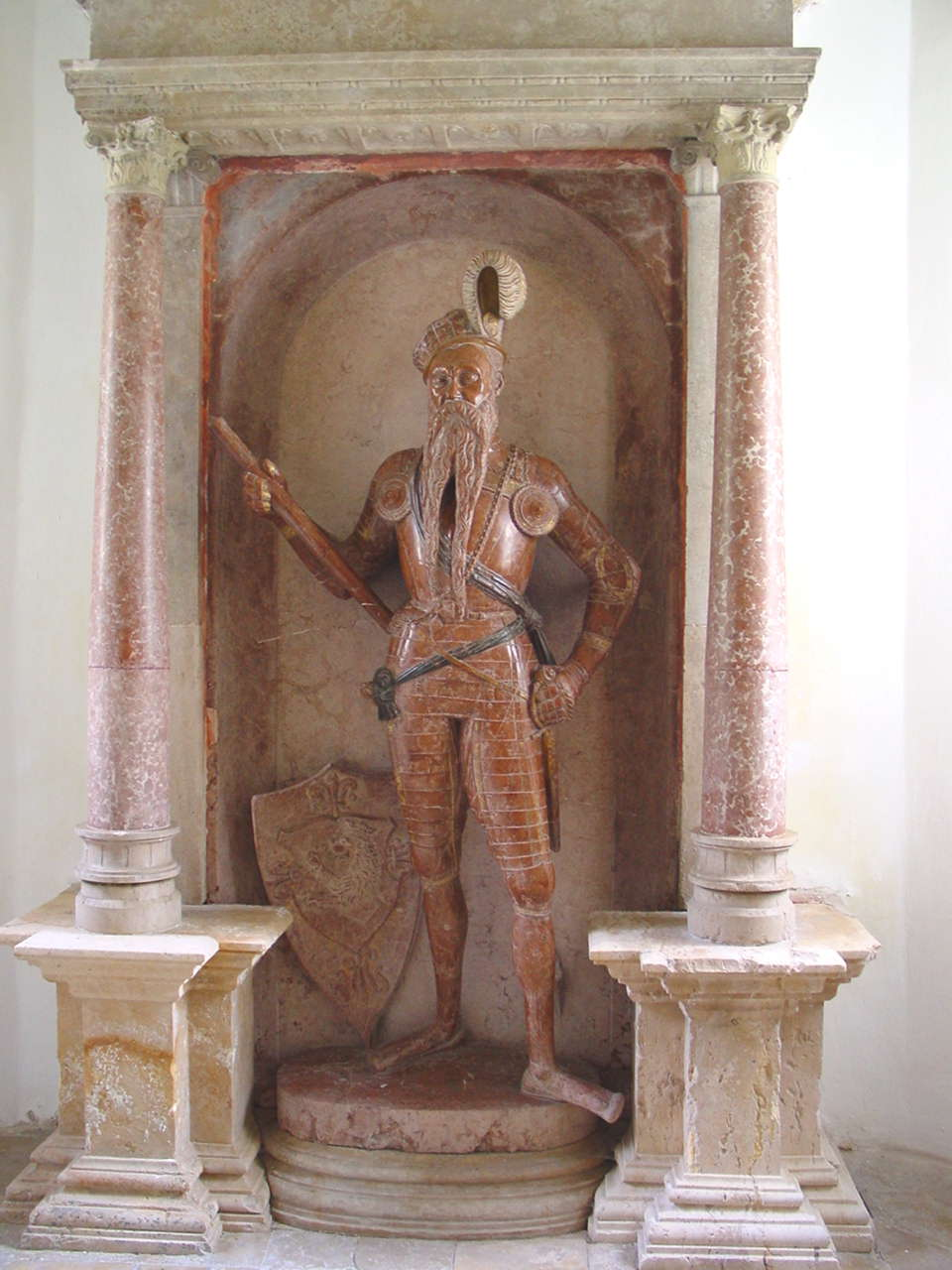
Надгробный памятник Георгу фон Гегненберг-Дуксу в часовне замка Хофхегненберг.

 Георг фон Гегненберг (нем. Georg von Hegnenberg) (р. ок. 1509 или в 1511 г. — ум. 1589 или 1596 г., Ингольштадт) — немецкий рыцарь, полководец Священной Римской империи, штатгальтер Ингольштадта. Родоначальник баварского дворянского рода Гегненберг-Дукс.

## Биография
Внебрачный сын баварского герцога Вильгельма IV от морганастического брака с Маргаритой Хауснер фон Штеттберг, родившийся около 1509 г. (по другим данным, в 1511 г.). Георг прибыл ко двору императора Священной Римской империи Карла V в качестве пажа и вырос при его дворе. Во время битвы при Павии 1525 г. он узнал короля Франции Франциска I по его браслету и помог захватить его. В память об этом Георгу разрешили носить герб, на котором уменьшенный палатинский лев Виттельсбахов был увенчанн как герцогской короной, так и четырьмя лилиями Бурбонов. Теперь он называл себя рыцарем Георгом Дуксом («герцог» на немецком языке), что указывало на его герцогское происхождение.

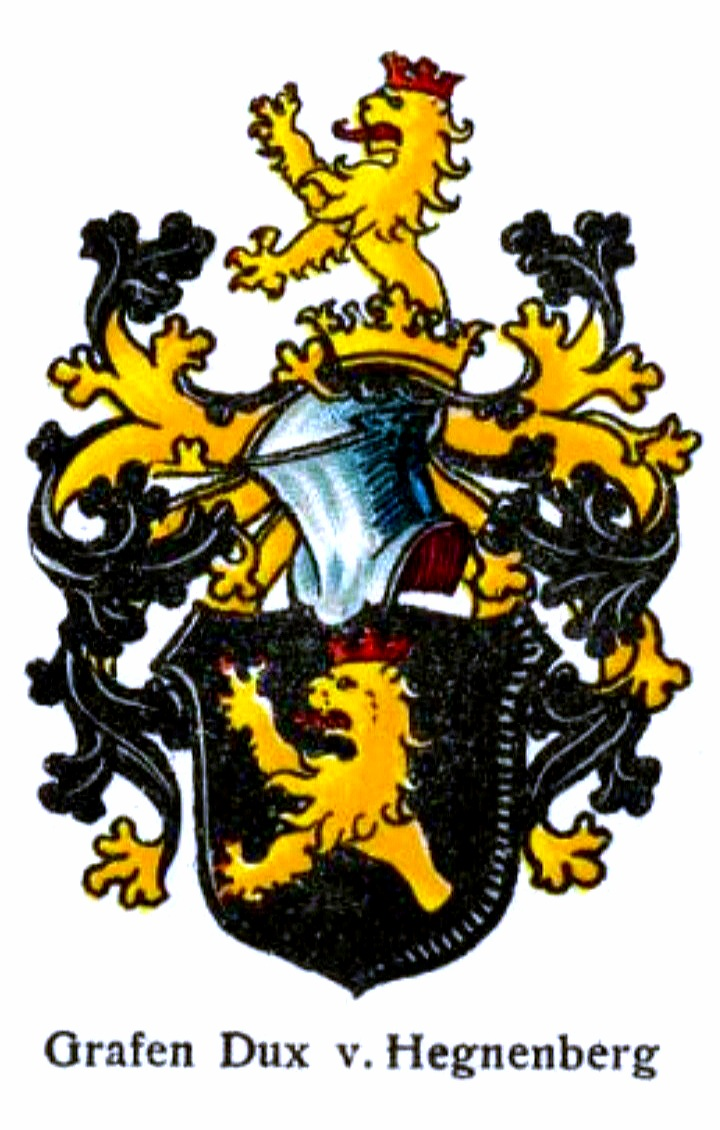
Герб Георга фон Гегненберга и его рода.

В 1535 г. участвовал в Тунисской войне, по итогам которой за помощь в освобождении христианских рабов получил медаль с Бургундским крестом и надписью BARBARIA (берберийский), которую ему было разрешено добавить к своему гербу Этот драгоценный камень позже был интерпретирован как «Орден Бургундского креста».
Перед началом четвертой Итальянской войны ушёл с имперской службы. Вернувшись в Баварию, в 1542 г. получил от Вильгельма IV замок Хофхегненберг и хофмарк Хофхегненберг. Теперь он называл себя Георгом фон Гегненбергом по прозванию Дукс. Его потомки носили фамилию фон Гегненберг, саму династию называли Гегненберг-Дукс.
В 1546 г. был назначен одним из пяти имперских военачальников для ведения Шмалькальденской войны. Год спустя в сражении при Мюльберге командовал полком, в том же году баварский герцог назначил его наместником наиболее сильной своей крепости Ингольштадт. Позже он также работал медсестрой в Абенсберге. В качестве места выхода на пенсию он приобрел замок Обердоллинг недалеко от Ингольштадта.
В 1554 г. Георг фон Хегненберг-Дукс получил звание «Рыцаря золотой шпоры».
В 1557 году Георг смог завершить строительство и переехать в недавно построенный ренессансный замок в Хофхегненберге. В 1575 г. баварский герцог и его сводный брат Альбрехт V утвердил Георга в качестве штатгальтера Ингольштадта, и даровал его потомкам мужского пола титул хофмарка Хофхегненберга.
Умер в 1589 или 1596 г. в Ингольштадте, был похоронен в часовне Святой Анны францисканского монастыря в Мюнхене. Когда в 1802/03 году францисканский монастырь был упразднен в ходе секуляризации, останки были перенесены в часовню замка Хофхегненберг (сегодня на месте бывшего францисканского монастыря находится площадь Макса Йозефа и Национальный театр Мюнхена).

## Семья
Заключённый в 1544 г. брак с Вандулой фон Паульсдорф был бездетным.
После её смерти женился в 1551 г. на Сибилле Лангенмантель фон Шпаррен (ум. 1592 г.), дочери Иоахима Лангенмантеля и Вероники Вельзер. Mit ihr hatte er 7 überlebende Kinder:
- Ганс Фридрих — каноник в Регенсбурге.
- Иоганн Людвиг — францисканский монах в Аугсбурге
- Maria Salome ⚭ Иоганн Вольф фон Вейхс
- Мария Якоба — абатисса цу Шенфельд
- Иоганн Георг
- Иоганн Вильгельм ⚭ неизвестная представительница семье фон Ортенбургов
- Иоганн Альбрехт (ум. 1623 г.) — куратор княжества-епископства Айхштет в Мёрнсхайме ⚭ неизвестная редставительница семейства фон Штайн